# São Pedro do Butiá
São Pedro do Butiá là một đô thị thuộc bang Rio Grande do Sul, Brasil. Đô thị này có diện tích 107,63 km², dân số năm 2007 là 2744 người, mật độ 25,49 người/km².